# Metacatharsius troglodytes
Metacatharsius troglodytes là một loài bọ cánh cứng trong họ Bọ hung (Scarabaeidae).